# ミルクティー (植村花菜の曲)
「ミルクティー」は、植村花菜の2枚目のシングルである。

## 収録曲
1. ミルクティー
（作詞・作曲：植村花菜 編曲：松岡モトキ）
2. melody
（作詞：大森祥子 作曲：植村花菜 編曲：崎谷健次郎）
3. 会いたい
（作詞・作曲：植村花菜 編曲：松岡モトキ）

## 楽曲に関するエピソード
- 「ミルクティー」は、電車を待つ駅のホームでメロディが浮かんだ。「ミルクティー好きなんですか?」とよく聞かれるが、「よく歌詞を読んでください。あたしが好きなんじゃなくてあなたの好きなミルクティーになってます。」と答えていた。[1]PVは横浜市、東急東横線の綱島駅を降りて近くにある鶴見川の河川敷。[2][3]
- 「melody」は映画『狼少女』の主題歌となったが、その関係で植村でなく大森祥子が作詞した。